# Strada statale 696 del Parco Regionale Sirente-Velino
La strada statale 696 del Parco Regionale Sirente-Velino (SS 696) è una strada statale italiana il cui percorso si snoda interamente in provincia dell'Aquila in Abruzzo.

## Descrizione
Rappresenta il collegamento tra le località turistiche di Campo Felice, Rocca di Cambio, Rocca di Mezzo e Ovindoli con le maggiori arterie presenti sul territorio abruzzese, ovvero la A24 Roma - L'Aquila - Teramo  da una parte, e la SS 5 e la A25 Torano - Pescara dall'altra. Essa ricade per la maggior parte del suo percorso all'interno del parco naturale regionale Sirente-Velino, di cui rappresenta uno dei principali attraversamenti, risultando quindi un'arteria con un alto valore turistico e paesaggistico.

### Percorso

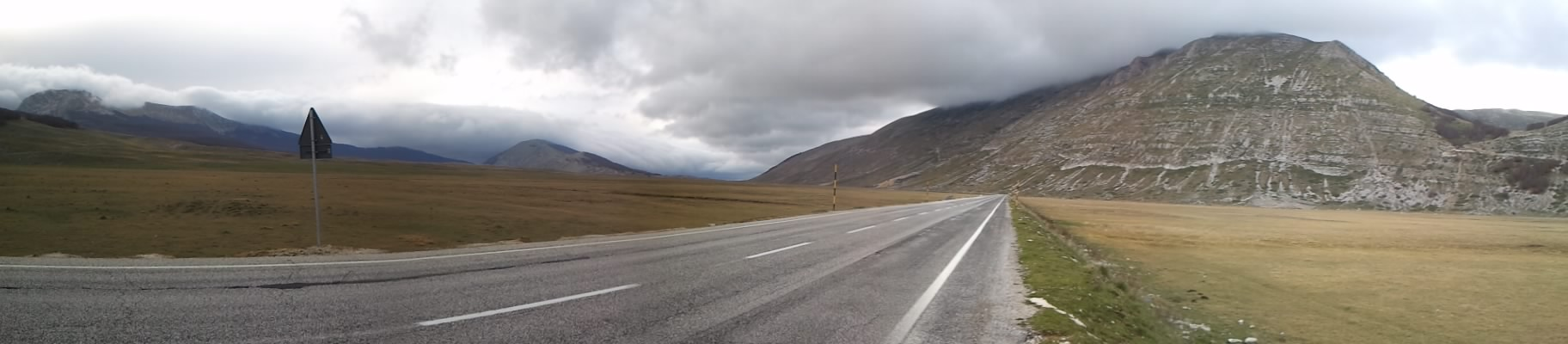
La strada sulla Piana di Campo Felice

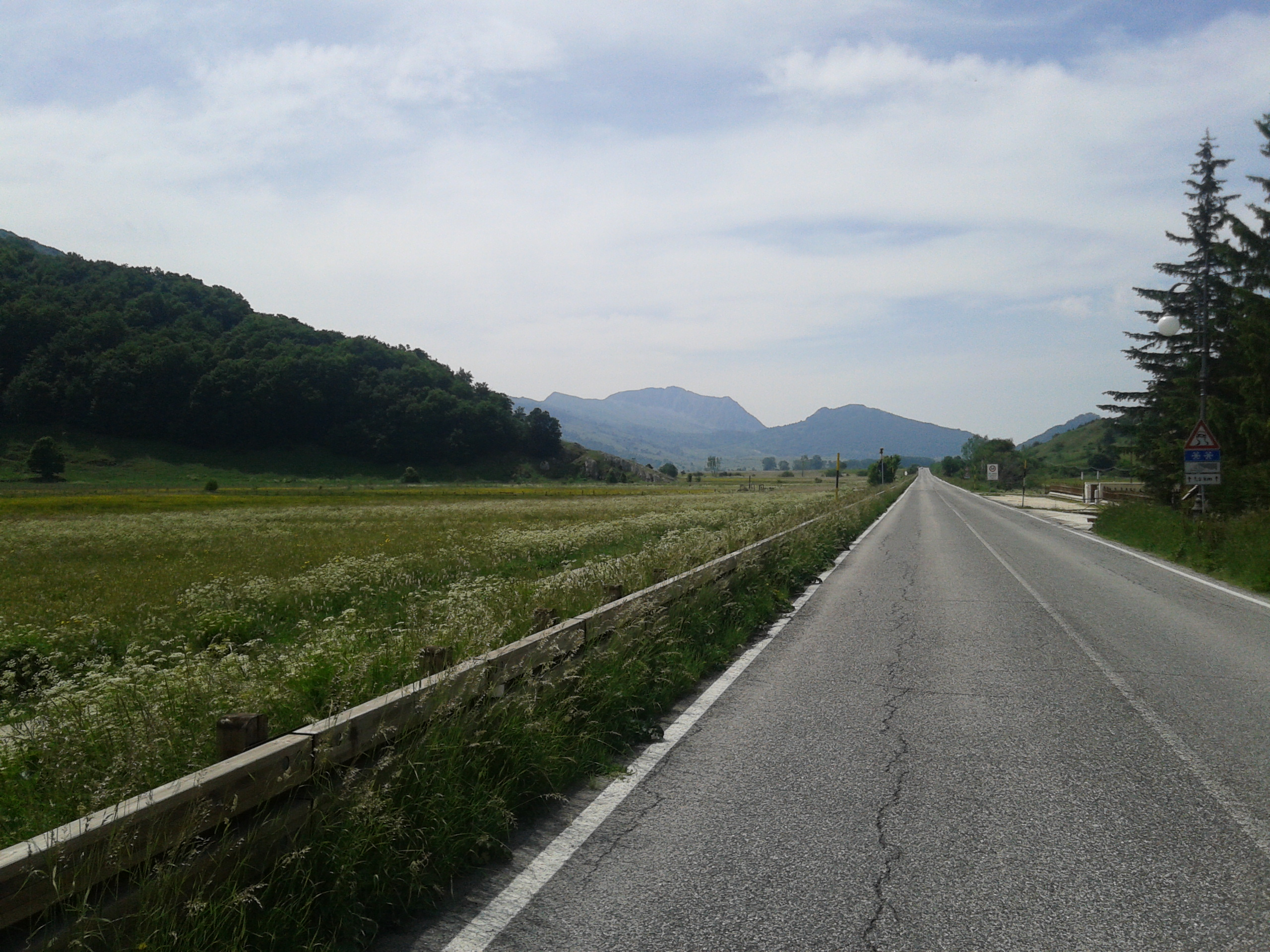
La strada sull'Altopiano delle Rocche

Questa arteria è frutto dell'unione di più tratti stradali, che hanno seguito alterne vicende:
- il primo tratto che va dallo svincolo di Tornimparte dell'A24 alla località La Crocetta, dopo aver oltrepassato il valico della Chiesola (1633 m s.l.m.), per una lunghezza complessiva di circa 13,500 km, rientra nell'itinerario della ex strada statale 584 di Lucoli. Questa arteria, che sale e costeggia la Piana di Campo Felice, a seguito del decreto legislativo n. 112 del 1998 passò di competenza dall'ANAS alla Regione Abruzzo (successivamente, l'ANAS riacquistò il tratto in questione in vista della creazione della SS 696);
- il secondo tratto che va dalla località Le Crocetta a quella di Campo Felice, attraversando la piana per complessivi 5,200 km circa, è stato elevato al rango di strada statale con la costituzione di questa arteria;
- il terzo tratto che va dalla località di Campo Felice a quella di Brecciara per una lunghezza di circa 2,5 km: è rappresentato essenzialmente dalla galleria del Serralunga (circa 1,300 km) che collega la piana di Campo Felice con l'Altopiano delle Rocche, i cui lavori iniziati, dopo numerosi rinvii, nel novembre 2009, sono stati portati in massima parte a termine con l'inaugurazione avvenuta il 29 dicembre 2012[3];
- il quarto tratto che va dalla località di Brecciara fino a Rocca di Cambio (lunghezza 2,700 km circa), era una strada comunale che collegava la ex SS 5 bis agli impianti sciistici della Brecciara, ed ora invece parte integrante della SS 696;
- il quinto tratto che va da Rocca di Cambio all'innesto con la SS 5 (27,000 km circa) passando per Rocca di Mezzo, Rovere, Ovindoli, San Potito, Santa Jona e Celano attraversando tutto l'altopiano delle Rocche è rappresentato da una porzione della ex strada statale 5 bis Vestina-Sarentina, declassata nel 2001 e successivamente elevata a strada statale come tratto conclusivo della SS 696.

La classificazione attuale è avvenuta col decreto del presidente del Consiglio dei ministri del 21 giugno 2005 con l'itinerario diventato a seguito dell'ultima apertura il seguente: "Svincolo di Tornimparte dell'A24 - La Crocetta - Rotonda di Campo Felice - Rocca di Cambio - Rocca di Mezzo - Ovindoli - Innesto con la S.S. n. 696 dir presso Celano" e "Celano - Innesto con la S.S. n. 5".